# Contea di Polk (Nebraska)
La contea di Polk (in inglese Polk County) è una contea dello Stato del Nebraska, negli Stati Uniti. La popolazione al censimento del 2000 era di 5 639 abitanti. Il capoluogo di contea è Osceola.